# ایکس‌باکس نتورک
اکس‌باکس نتورک (به انگلیسی: Xbox network) که پیشتر اکس‌باکس لایو نام داشت یک خدمت بازی چند نفرهٔ برخط و تحویل رسانه‌های دیجیتال است که توسط شرکت مایکروسافت ابداع شده و بهره‌برداری می‌شود. اکس‌باکس نتورک هم‌اکنون تنها خدمت بازی برخط (روی کنسول بازی دستی) است که از کاربرانش وجهی را در قبال بازی کردن دریافت می‌کند. اکس‌باکس نتورک اولین بار برای دستگاه اکس‌باکس در سال ۲۰۰۲ میلادی عرضه شد. نگارش به روز شده‌ای از این خدمت نیز در سال ۲۰۰۵ هم‌زمان با دستگاه اکس‌باکس ۳۶۰ ارائه شد. برای بازی‌های تحت ویندوز، این خدمت نام گیمز فور ویندوز - لایو (بازی‌های ویندوز - لایو) را با خود دارد که بیشتر امکانات این خدمت را روی رایانه‌های تحت ویندوز ارائه می‌دهد. مایکروسافت اعلام کرده که به عنوان بخشی از ابتکار لایو همه جا، لایو را روی دستگاه‌های دیگری همچون تلفن همراه نیز گسترش می‌دهد.

## تاریخچه
هنگامی که مایکروسافت دستگاه اکس‌باکس اولیه را ساخت، بازی‌های برخط به عنوان یکی از اصول راهبردی اکس‌باکس به‌شمار می‌رفت. سگا در سال ۱۹۹۹ تلاش کرده بود تا روی روند رو به رشد بازی‌های برخط، با ساخت دستگاه دریم‌کست سرمایه‌گذاری کند. اما از آنجایی که اینترنت پر سرعت هنوز رایج و در دسترس نبود، دریم‌کست با یک مودم آنالوگ عرضه شد که توفیق چندانی در برنداشت.
مایکروسافت اما با وجود شکست دریم‌کست به پیروزی خدمات برخط امیدوار بود. این شرکت عقیده داشت برای پیروزی در بازی‌های برخط بایستی به خطوط اینترنت پر سرعت و دیسک سخت داخلی برای ضبط اطلاعات توجه کرد و این امکانات را در دستگاه جدید گنجاند. این نه تنها این امکان را می‌دهد که امکانات جدید، مانند مراحل جدید، نقشه‌ها، تفنگ‌ها و شخصیت‌های جدیدی وارد بازی شوند، بلکه به لطف ارتباط اینترنت پرسرعت، امکاناتی نظیر ارتباط صوتی و تصویری نیز فراهم می‌شود. استیو بالمر و بیل گیتس هر دو عقیده داشتند که محتوای چشمگیر قابل بارگیری می‌تواند در جذب مشتریان جدید مؤثر باشد. با این استدلال، دستگاه بازی با یک درگاه اترنت (۱۰/۱۰۰) همراه شد تا ارتباط با شبکه‌های پهن باند را فراهم کند. البته دستگاه بازی تنها برای کاربران این نوع شبکه‌ها طراحی شده بود و مودم و ارتباط آنالوگ را پشتیبانی نمی‌کرد.
هنگامی که اکس‌باکس در ۱۵ نوامبر ۲۰۰۱ عرضه شد، قرار بود اکس‌باکس لایو که هنوز نامی نداشت، در تابستان ۲۰۰۲ شروع به کار کند. اکس‌باکس لایو بالاخره در نمایشگاه ای۳ ۲۰۰۲، زمانی که به‌طور کامل عرضه شد صاحب نام فعلی خود شد.

## امکانات اکس‌باکس لایو
| امکانات                        | لایو رایگان | لایو گلد | چیزهای مورد نیاز                                | در دسترس بودن |
| ------------------------------ | ----------- | -------- | ----------------------------------------------- | ------------- |
| Voice Chat                     | بله         | بله      | هد ست یا کینکت                                  | بله           |
| Party Chat                     | نه          | بله      | هدست یا کینکت                                   | بله           |
| Video Kinect                   | نه          | بله      | هدست (بی‌سیم یا سیم دار) و کینکت                 | بله           |
| آواتار                         | بله         | بله      | چیزی نیاز ندارد                                 | بله           |
| چیزهای قابل دانلود             | بله         | بله      | مایکروسافت پوینت / بعضی مواقع رایگان            | بله           |
| چند نفره بازی کردن             | نه          | بله      | چیزی نیاز ندارد                                 | بله           |
| Netflix                        | نه          | بله      | Netflix subscription                            | بله           |
| Sky go                         | نه          | بله      | Sky Go Subscription                             | بله           |
| Xbox Live Arcade point results | بله         | بله      | چیزی نیاز ندارد                                 | بله           |
| فیسبوک                         | نه          | بله      | اکانت فیسبوک                                    | بله           |
| توییتر                         | نه          | بله      | اکانت توییتر                                    | بله           |
| last.fm                        | نه          | بله      | اکانت last.fm                                   | بله           |
| zune video                     | بله         | بله      | مایکروسافت پوینت                                | بله           |
| zune music                     | نه          | بله      | Zune pass                                       | بله           |
| Vodafone Casa TV               | بله         | بله      | Vodafone Casa TV subscription                   | بله           |
| porn hub                       | بله         | بله      | اکانت پورن هاب                                  | بله           |
| ESPN                           | نه          | بله      | ESPN3 affiliated ISP                            | بله           |
| Foxtel On Xbox Live            | نه          | بله      | Foxtel On Xbox Live subscription                | بله           |
| Halo Waypoint                  | نه          | بله      | چیزی نیاز ندارد                                 | بله           |
| Hulu Plus                      | نه          | بله      | Hulu Plus subscription                          | بله           |
| Avatar Kinect                  | نه          | بله      | کینکت                                           | بله           |
| Kinect Fun Labs                | بله         | بله      | کینکت                                           | بله           |
| AT&T U-Verse TV                | بله         | بله      | AT&T U-Verse Subscription & Kit                 | بله           |
| TELUS Optik TV                 | بله         | بله      | Optik TV subscription & kit                     | بله           |
| Game Room                      | بله         | بله      | چیزی نیاز ندارد                                 | بله           |
| Bing                           | بله         | بله      | چیزی نیاز ندارد                                 | بله           |
| Cloud storage                  | نه          | بله      | چیزی نیاز ندارد                                 | بله           |
| YouTube                        | نه          | بله      | اکانت یوتوب                                     | بله           |
| iHeartRadio                    | نه          | بله      | چیزی نیاز ندارد                                 | بله           |
| IPTV                           | نه          | بله      | IPTV account                                    | بله           |
| Canal+                         | نه          | بله      | Canal+ subscription                             | بله           |
| Movistar                       | نه          | بله      | Movistar Imagenio subscription                  | بله           |
| Ultimate Fighting Championship | بله         | بله      | کارت اعتباری (برای پرداخت برای هر مسابقه)       | بله           |
| Skype                          | نه          | بله      | مسنجر کیت اکس‌باکس و هدست و کینکت و اکانت اسکایپ | نه            |
| Miss Universe                  | نه          | بله      | Club Universe Diamond membership                | نه            |
| MLB.tv                         | نه          | بله      | MLB.tv subscription                             | نه            |
| BBC iPlayer                    | بله         | بله      | چیزی نیاز ندارد                                 | نه            |
| ABC iView                      | بله         | بله      | چیزی نیاز ندارد                                 | نه            |

## بازارچهٔاکس‌باکس
این بازارچه اینترنتی محصولاتی مانند بازی‌های آرکید، بازی‌های Indie، بازی‌های اصل اکس‌باکس، بازی‌های تریال و دمو،DLC بازی ها (مانند نقشهٔ اضافی برای بازی‌هایی مانند COD، ماشین‌های اضافی برای بازی‌هایی مانند GTA و Mafia 2، بسته‌های آهنگ برای بازی‌های مانند Dance Central)، تریلر بازی‌ها، گیمر پیکچر و تم، برنامه‌های تلویزیون، موزیک ویدئو، و می‌توان در آن فیلم اجاره کرد و غیره.
در ۱۷ نوامبر ۲۰۰۹، مایکروسافت App جدیدی را عرضه کرد که اسم آن Zune است. با استفاده از این App می‌توانیم با 100 microsoft point فیلم اجاره کنیم و نیازی به اکانت گلد هم ندارد
بازارچه ویدئو
در ۶ نوامبر ۲۰۰۶ مایکروسافت چیزی به نام بازارچه ویدئو را راه اندازی کرد که بتوان با آن شبکه‌هایی مانند Syfy,ESPN,MSNBC,Sky go و غیره را با اکس‌باکس و با کیفیت HD دیدو appهایی مانند نت فلیکس و هولو پلاس را بیرون داد تا با ان بتوان فیلم هاو قسمت‌هایی که از سریال‌های مختلف از دست داده‌ایم را با کیفیت HD دید؛ و این قابلیت اول در آمریکا در۲۲ نوامبر ۲۰۰۶ به بیرون آمد.

## دسترس‌پذیری
تا ۸ اوت ۲۰۱۲، ۳۶ کشور/منطقه به اکس‌باکس لایو دسترسی داشته‌اند. متاسفانه در ایران به دلیل تحریم های مایکروسافت بر کاربران،باید با دی ان اس(DNS) از آن استفاده کنند.

دسترس‌پذیری جهانی اکس‌باکس لایو

| - استرالیا - اتریش - بلژیک - برزیل - کانادا - شیلی - کلمبیا - جمهوری چک - دانمارک - فنلاند - فرانسه - آلمان | - یونان - هنگ کنگ - مجارستان - هند - جمهوری ایرلند - ایتالیا - ژاپن - مکزیک - هلند - نیوزیلند - نروژ - لهستان | - پرتغال - روسیه - سنگاپور - آفریقای جنوبی - کره جنوبی - اسپانیا - سوئد - سوئیس - تایوان - بریتانیا - ایالات متحده آمریکا |